# Fensterbach

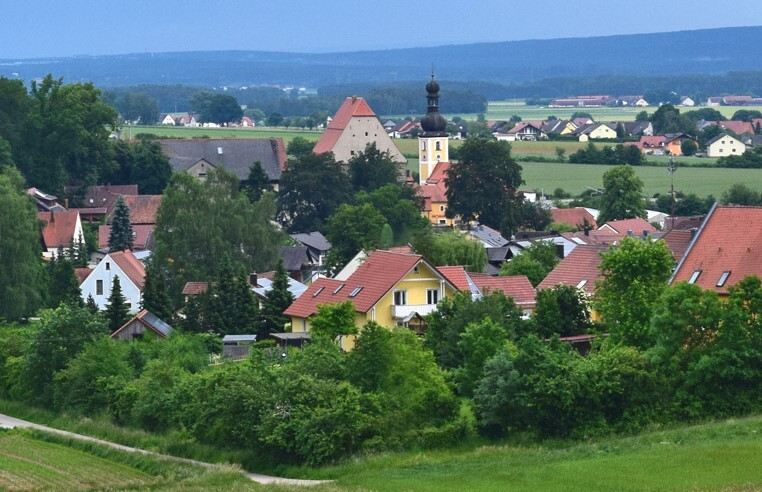
Wolfring, Sitz der Gemeinde Fensterbach

Fensterbach ist eine Gemeinde im Oberpfälzer Landkreis Schwandorf. In Wolfring befindet sich der Sitz der Gemeindeverwaltung.

## Geografie
Die Gemeinde liegt in der Region Oberpfalz-Nord. Naturräumlich befindet sich Fensterbach im Oberpfälzischen Hügelland, insbesondere in der Bodenwöhrer Bucht und im Pennading-Schmidgaden-Stulln-Weidinger Graben.

### Gemeindegliederung
Die Gemeinde besteht aus zwölf Gemeindeteilen (in Klammern ist der Siedlungstyp angegeben):
- Dürnsricht (Pfarrdorf)
- Dürnsrichtmühle (Einöde)
- Freihöls (Dorf)
- Högling (Kirchdorf)
- Hüttenhof (Einöde)
- Jeding (Dorf)
- Knölling (Dorf)
- Ödfriedlhof (Einöde)
- Weiherhaus a.Fensterbach (Weiler)
- Wohlfest (Dorf)
- Wolfring (Kirchdorf)
- Wolfringmühle (Dorf)

In der Gemeinde Fensterbach gibt es keinen gleichnamigen Gemeindeteil.
Gemarkungen sind Dürnsricht, Frotzersricht (nur Gemarkungsteil 0), Högling und Wolfring.

### Nachbargemeinden
Die Nachbargemeinden (im Uhrzeigersinn) sind: Schmidgaden, Schwarzenfeld, Schwandorf, Ebermannsdorf und Freudenberg.
| Freudenberg 15 km   | Schmidgaden 4 km                            | Schmidgaden 4 km   |
| Ebermannsdorf 12 km | Kompassrose, die auf Nachbargemeinden zeigt | Schwarzenfeld 6 km |
| Ebermannsdorf 12 km | Ebermannsdorf 12 km                         | Schwandorf 12 km   |

## Geschichte
Das Gemeindegebiet gehörte zum Rentamt Amberg und zum Landgericht Nabburg des Kurfürstentums Bayern. Dürnsricht unterstand dem Pfleggericht Nabburg. In der geschlossenen Hofmark Wolfring übte der Freiherr von Schönstätt die niedere Gerichtsbarkeit aus.

### Seit der Gemeindegründung
Die am 1. Januar 1971 mit der Gemeindegebietsreform neu gebildete Gemeinde Fensterbach entstand aus den 1818 gegründeten politischen Gemeinden Dürnsricht und Wolfring. Die Gemeinde Högling und der Gemeindeteil Wohlfest der aufgelösten Gemeinde Frotzersricht kamen am 1. Januar 1972 dazu. Am 1. Januar 1973 folgte der Gemeindeteil Freihöls von der Gemeinde Ebermannsdorf. Bei der Auflösung des gemeindefreien Gebiets Freihölser Forst im Landkreis Amberg-Sulzbach zum 1. März 2005 kam ein kleiner Teil davon (3,378 Hektar) aus der Gemarkung Pittersberg zum Gemeindegebiet dazu. Alle Orte mit Ausnahme von Freihöls (Landkreis Amberg) hatten vor der Gebietsreform zum 1972 aufgelösten Landkreis Nabburg gehört.

### Ortsname
Der Gemeindename leitet sich vom Fensterbach ab, der das Gemeindegebiet durchfließt und in die Naab mündet. Er ist 1350 als Veusterbach ersturkundlich genannt, 1355 findet sich Fewsterbach. Es liegt wohl ein früh eingedeutschtes urslawisches *Bystrica (‚Wildbach‘) zugrunde, das von den Bajuwaren nicht mehr verstanden wurde und durch -bach ergänzt wurde.

### Einwohnerentwicklung
Zwischen 1988 und 2018 wuchs die Gemeinde von 2146 auf 2347 Einwohner bzw. um 9,4 %.
| Stand     | 1961 | 1970 | 1987 | 1991 | 1995 | 2000 | 2005 | 2010 | 2015 | 2020 | 2022 |
| --------- | ---- | ---- | ---- | ---- | ---- | ---- | ---- | ---- | ---- | ---- | ---- |
| Einwohner | 1727 | 1931 | 2138 | 2260 | 2333 | 2352 | 2452 | 2386 | 2366 | 2380 | 2446 |

Anm.: Einwohnerzahlen vor 1994 sind bezogen auf den Gebietsstand vom 1. Januar 1994.

## Politik

### Bürgermeister und Gemeinderat
Erster Bürgermeister ist seit 19. Oktober 2015 Christian Ziegler (Wählergemeinschaft Wolfring). Nach dem Tod des langjährigen Amtsinhabers Johann Schrott im Juli 2015 wurde eine vorgezogenen Neuwahl durchgeführt. Bei der Bürgermeisterwahl 2020 wurde Ziegler mit einem Stimmenanteil von 90,4 % wieder gewählt.
Sitzverteilung im Gemeinderat ab 1. Mai 2020:
- WG Fensterbach-Dürnsricht: 5 Sitze
- WG Fensterbach-Wolfring: 5 Sitze
- WG Fensterbach-Högling: 4 Sitze

### Wappen
| | Blasonierung: „Gespalten von Schwarz und Gold; über einem von Silber und Blau gespaltenen Wellenbalken vorne ein goldenes Rodungsbeil, hinten ein nach links gewendeter, roter Greifenkopf mit einem Menschenantlitz im Nacken.“ |
| Wappenbegründung: Der Wellenbalken symbolisiert den Fensterbach, der die 1971/72 aus den Gemeinden Dürnsricht, Wolfring, Högling und Teilen von Frotzersricht neuformierte Gemeinde durchfließt. Das Rodungsbeil stammt aus dem Wappen der Gemeinde Dürnsricht und verweist auf die Entstehung des Ortes als Rodungssiedlung. Der rote Greifenkopf mit Menschenantlitz im Nacken erinnert an die Herren von Saalhausen, die als Inhaber der Hofmark Wolfring im 16. Jahrhundert das markante Schloss in Wolfring erbauen ließen. Dieses Wappen wird seit 1977 geführt. | |

## Kultur und Sehenswürdigkeiten

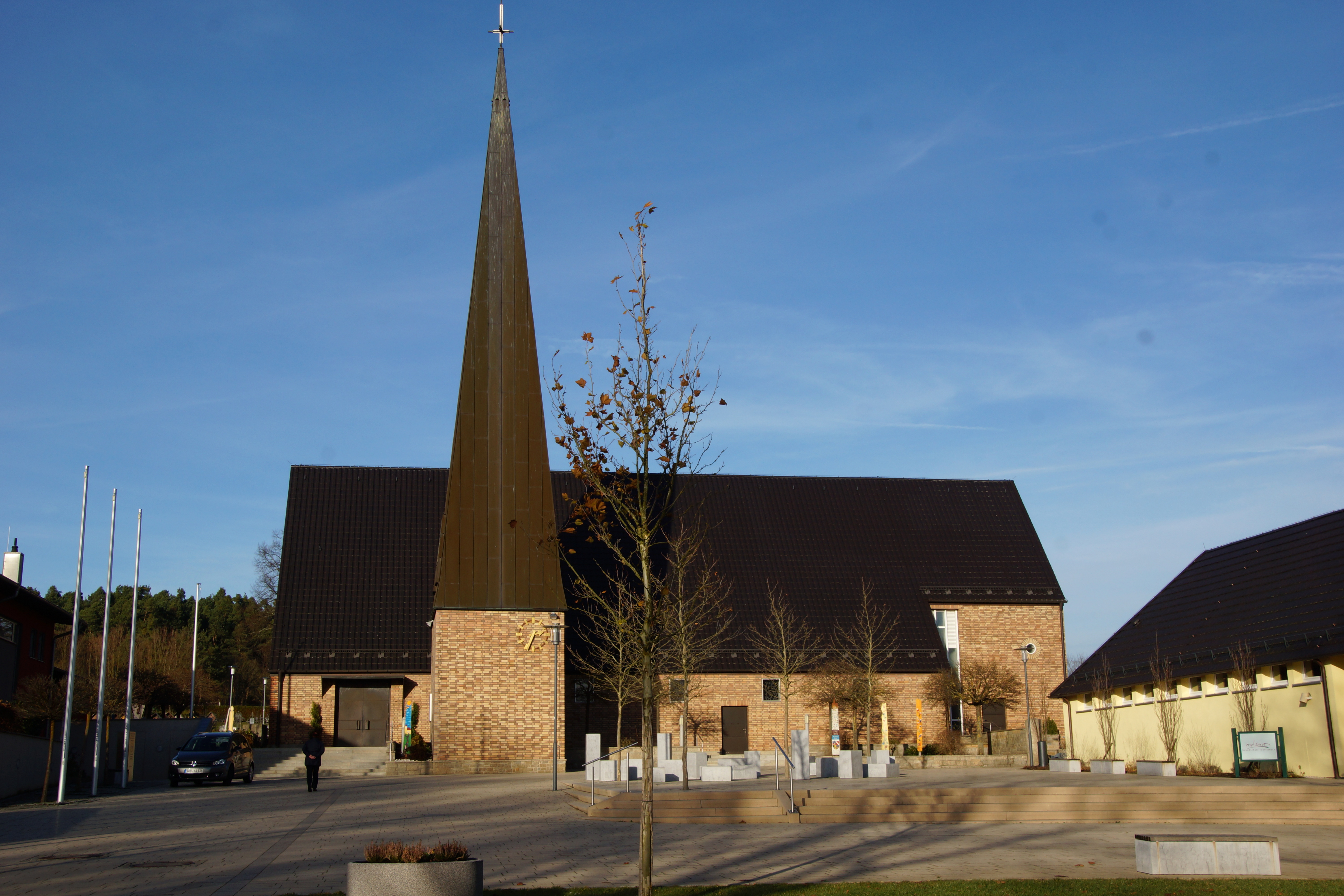
Die neue Pfarrkirche St. Albertus Magnus in Dürnsricht

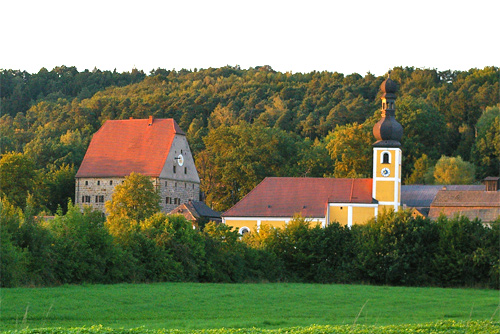
Die Hofmark Wolfring

- Die katholische Pfarrkirche St. Albertus Magnus (Dürnsricht) ist eine romanische Chorturmkirche, eingeweiht 1963 durch Bischof Rudolf Graber. Mit Wirkung vom 1. Mai 1969 wurde die Pfarrei Dürnsricht-Wolfring errichtet und Expositus Alois Schindler, der seit 1952 in Dürnsricht wirkte, zum ersten Pfarrer der neuen Pfarrei ernannt. 1974 schuf der Künstler Lois Wegerer das neue Altarbild der Pfarrkirche: Christus als Auferstandener inmitten der Schöpfung; über ihm Gott Vater (Auge) und der Heilige Geist (Taube). Zwölf Jahre später, am 29. Juni 1986, wurden der von Wegerer neu gestaltete Altar, der Ambo und der Tabernakel durch Bischof Manfred Müller konsekriert.
- Die katholische Filialkirche St. Margareta (Högling) ist ein gotischer Bruchsteinbau (Chorturmkirche) aus dem frühen 15. Jahrhundert, mit Innenausstattung aus dem Rokoko.
- Die katholische Filialkirche St. Michael (Wolfring) ist ein gotischer Bau, der im 18. Jahrhundert barockisiert wurde.  An der Außenseite befinden sich Epitaphien des lokalen Adels. Das Deckenfresko Engelsturz von ca. 1910 oder später malte der Kunstmaler des Neubarocks Josef Wittmann.
- Schloss Wolfring in Wolfring ist ein mehrgeschossiger Wohnbau aus mächtigen Sandsteinquadern und wurde um 1570 (Inschrift) von Melchior von Saalhausen erbaut. An dieser Stelle stand wohl ein Vorgängerbau aus dem Hochmittelalter.

## Wirtschaft und Infrastruktur

### Wirtschaft einschließlich Land- und Forstwirtschaft
Die Gemeindesteuereinnahmen betrugen im Jahr 2021 umgerechnet 3,048 Mio. Euro, davon waren 1,082 Mio. Euro (netto) Gewerbesteuereinnahmen.
Im Jahr 2021 gab es nach der amtlichen Statistik im produzierenden Gewerbe 489 und im Bereich Handel und Verkehr 148 sozialversicherungspflichtig Beschäftigten am Arbeitsort. In sonstigen Wirtschaftsbereichen waren es 67 Personen. Sozialversicherungspflichtig Beschäftigte am Wohnort gab es 1149. Im verarbeitenden Gewerbe gab es zwei, im Bauhauptgewerbe fünf Betriebe. Zudem bestanden im Jahr 2020 30 landwirtschaftliche Betriebe mit 1323 ha Nutzfläche, davon waren 1115 ha Ackerland und 209 ha Dauergrünfläche.

### Verkehr

#### Straße
Durch das Gemeindegebiet führt die Staatsstraße 2151; sie verbindet die A 93 bei Schwarzenfeld mit der Bundesstraße 85 und der A 6 bei Amberg. In Nord-Süd-Richtung verbinden die Kreisstraße SAD 24 und 25 nach Trisching die Gemeinde mit der Nachbargemeinde Schmidgaden.

#### Schiene
Im Gemeindeteil Freihöls liegt der Bahnhof an der Bahnstrecke Nürnberg–Schwandorf, er wird werktags dreimal, am Wochenende einmal angefahren (jeweils Regionalexpress).

## Bildung
Es gibt folgende Einrichtungen (Stand 2022):
- eine Kindertageseinrichtung: 87 Betreuungsplätze mit 93 Kindern
- eine Grundschule: sieben Lehrerkräfte und 134 Schülerinnen und Schüler